# Župnija Košana
Župnija Košana je rimskokatoliška teritorialna župnija dekanije Postojna v škofiji Koper.

## Sakralni objekti
- cerkev sv. Štefana, Dolnja Košana - župnijska cerkev
- cerkev sv. Ane, Nova Sušica - podružnica
- cerkev sv. Antona puščavnika, Neverke - podružnica
- cerkev sv. Florijana, Buje - podružnica
- cerkev Marijinega obiskanja, Gornja Košana - podružnica
- cerkev sv. Janeza Krstnika, Stare Sušica - podružnica
- cerkev sv. Jerneja, Kal - podružnica
- cerkev sv. Petra, Volče - podružnica
- cerkev sv. Trojice, Čepno - podružnica

Od 1. januarja 2018  :
- cerkev sv. Nikolaja, Suhorje - podružnica
- cerkev sv. Antona Padovanskega, Ostrožno Brdo - podružnica